# Foreign Devils
Foreign Devils is een Amerikaanse dramafilm uit 1927 onder regie van W.S. Van Dyke. Destijds werd de film in Nederland uitgebracht onder de titel Vreemde duivels.

## Verhaal
Kapitein Robert Kelly wordt gedetacheerd naar de Amerikaanse ambassade in Peking tijdens de Bokseropstand. Hij redt Patricia Rutledge uit de handen van priesters in een Chinese tempel. Hij vraagt een vriend om haar te begeleiden naar veiliger oorden, terwijl hij zelf vecht met de Chinezen. Uiteindelijk brengt hij hun het nieuws dat er hulp in aantocht is.

## Rolverdeling
| Acteur         | Personage          |
| -------------- | ------------------ |
| Tim McCoy      | Robert Kelly       |
| Claire Windsor | Patricia Rutledge  |
| Cyril Chadwick | Vivien Cholmondely |
| Frank Currier  | Minister Conger    |
| Emily Fitzroy  | Mevrouw Conger     |
| Lawson Butt    | Sir Claude         |
| Sojin Kamiyama | Priester           |
| Frank Chew     | Prins Tuan         |